# Pilichowski Band
Pilichowski Band – polski zespół założony przez basistę, Wojtka Pilichowskiego.
Od 2021 do końca 2023 roku w zespole grali: Dawid Trawicki, Mateusz Krok, Bartek Pokrywka
W 2004 roku zespół nagrał w łódzkim klubie Jazzga koncert, który został wydany w postaci płyty Jazzga-Live. W 2006 roku zespół wystąpił m.in. na charytatywnym koncercie z okazji Dnia Kotana (koncert transmitowany przez TVP) oraz w Muzycznym Studiu Trójki im. Agnieszki Osieckiej (koncert transmitowany przez Polskie Radio Program III).
Od 2012 roku skład formacji tworzyli: Wojtek Pilichowski (gitara basowa), Artur Twarowski (gitara), Tomasz Mądzielewski (perkusja), Tomasz Świerk (instrumenty klawiszowe), Mateusz Biegaj (gitara basowa, instrumenty klawiszowe) oraz Katarzyna Stanek (wokal).
W zespole wcześniej grali Michał Dąbrówka (perkusja), Piotr Remiszewski (perkusja), Przemek Kuczyński (perkusja), Kamil Barański (instrumenty klawiszowe), Agnieszka Trzeszczak (perkusja), Łukasz Kowalski (instrumenty klawiszowe), Zbyszek Fil (gitara, śpiew), Michał Grymuza (gitara), Marcin Nowakowski (saksofon), Radek Owczarz (perkusja), Bartek Papierz (gitara), Lena Romul (saksofon, EWI, wokal) oraz Wojtek Olszak (instrumenty klawiszowe).
W 2008 roku zespół nagrał pierwszą w Polsce jazz-rockową koncertową płytę DVD - Electric Live at Art.Bem. Na płycie wystąpili również Marek Raduli, Marcin Nowakowski, Kamil Barański oraz basiści, w tym byli uczniowie Wojtka Pilichowskiego: Łukasz Dudewicz, Michał Grott, Paweł Bomert, Bartek Wojciechowski, oraz Bartek Królik.

## Dyskografia
| Tytuł                         | Dane dot. albumu                                                                    |
| ----------------------------- | ----------------------------------------------------------------------------------- |
| Jazzga-Live                   | - Data: 19 kwietnia 2004 - Wydawca: Fonografika - Format: CD                        |
| Electric Live at Art.Bem      | - Data: 28 maja 2008 - Wydawca: Riff - Format: CD, DVD, digital download            |
| Live Satyrblues Festival      | - Data: 2008 - Wydawca: Rec Records - Format: CD, DVD                               |
| Noise Live - koncert w Trójce | - Data: 7 marca 2011 - Wydawca: Warner Music Poland - Format: CD, digital download  |
| Koncert na Zamku Kliczków     | - Data: 22 września 2012 - Wydawca: Fonografika - Format: CD, DVD, digital download |
| Electro Step                  | - Data: 25 września 2015 - Wydawca: Fonografika - Format: CD, DVD, digital download |